# CeGaT
Koordinaten: 48° 32′ 17,26″ N, 9° 3′ 16,23″ O
Die CeGaT GmbH ist ein deutsches Biotechnologieunternehmen mit Sitz in Tübingen, das sich auf moderne Gen-Sequenzierung und genetischen Diagnostik spezialisiert hat. Der Name ist ein Akronym von Center for Genomics and Transcriptomics (Zentrum für Genomik und Transkriptomik).

## Geschichte
Das Unternehmen wurde im Jahr 2009 von Saskia Biskup und ihrem Ehemann, Dirk Biskup, mithilfe von Eigenkapital gegründet. 2011 erhielt das Unternehmen den Deutschen Gründerpreis der Kategorie Start-up. 2014 zog CeGaT in einen Neubau nahe dem Technologiepark Tübingen-Reutlingen um. In diesem Jahr erhielt das Unternehmen den Technology Fast 50 Award.